# Лэ (чжуинь)

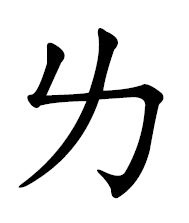

Лэ — одна из букв китайского алфавита чжуинь,  обозначает альвеолярный боковой сонант. Графически происходит от иероглифического ключа Либу (эрхуа). В слоге может быть только инициалью и является самой продуктивной инициалью стандартного путунхуа, образует 26 слогов.
| ㄌㄚ — ла   | ㄌㄞ — лай     | ㄌㄢ — лань   | ㄌㄤ — лан   |
| ㄌㄠ — лао  | ㄌㄜ — лэ      | ㄌㄟ — лэй    | ㄌㄥ — лэн   |
| ㄌㄧ — ли   | ㄌㄧㄚ — ля    | ㄌㄧㄤ — лян  | ㄌㄧㄠ — ляо |
| ㄌㄧㄝ — ле | ㄌㄧㄢ — лянь  | ㄌㄧㄣ — линь | ㄌㄧㄥ — лин |
| ㄌㄧㄡ — лю | ㄌㄛ — ло      | ㄌㄨㄛ — ло   | ㄌㄡ — лоу   |
| ㄌㄨ — лу   | ㄌㄨㄢ — луань | ㄌㄨㄣ — лунь | ㄌㄨㄥ — лун |
| ㄌㄩ — люй  | ㄌㄩㄝ — люэ   |               |              |